# Kerthney Carty
Kerthney Carty (* 4. Februar 1962 in Slough) ist ein englischer Fußballtrainer. Carty ist überwiegend als Trainer im Jugend- und Amateurfußball tätig und betreute 2008 die Fußballnationalmannschaft von Anguilla in einer Partie der Qualifikation zur Weltmeisterschaft 2010.

## Karriere
Kerthney Carty, der während seiner aktiven Spielerkarriere im unterklassigen englischen Amateurfußball für Egham und Beaconsfield spielte, arbeitet seit 1986 als Fußballtrainer. Über die Jahre war er als Berater, Übungsleiter und hauptverantwortlicher Trainer bei Orchard Sports, Iver Heath Rovers, dem FC Burnham und AFC Chalfont St Peter tätig und betreute die U-18-Verbandsauswahl von Berkshire & Buckinghamshire. Nach einem Abstecher zum FC Yeading, bei dem er das Reserveteam trainierte, kehrte er im November 2006 zu Maidenhead United zurück, wo er zuvor bereits als Jugendtrainer tätig gewesen war, und übernahm dort ebenfalls die Reservemannschaft. Im Mai 2009 wurde Carty als neuer Trainer des Achtligisten Bracknell Town vorgestellt, Maidenhead hatte zuvor bekannt gegeben, das Reserveteam am Saisonende aufzulösen. Nach nur zwei Spielen trat Carty bereits im August wegen Differenzen mit dem Vorstand von diesem Posten wieder zurück. Beruflich ist der Inhaber der UEFA-B-Lizenz als Sportlehrer am Uxbridge College und der West London Academy tätig und dient dem Profiklub Crystal Palace als Talentspäher.
Anfang 2008 wurde Carty, dessen Großvater aus Anguilla stammt, zum Assistenztrainer der Fußballnationalmannschaft von Anguilla ernannt und wenige Wochen später zum Nationaltrainer des Karibikstaates für die bevorstehende WM-Qualifikation gegen El Salvador befördert. Carty war bis zu diesem Zeitpunkt noch nie auf Anguilla, der Kontakt mit dem Fußballverband Anguillas kam auf Bestreben der in Slough ansässigen Olympiamedaillengewinner Keith Connor und Mark Richardson zustande, die sich dort auf die Suche nach Fußballern mit anguillanischen Wurzeln begaben. Insgesamt konnte Carty auf sieben Spieler aus dem englischen Amateurfußball zurückgreifen, mit denen er zu einem Trainingslager nach Anguilla reiste. In der FIFA-Weltrangliste stand das Nationalteam zu diesem Zeitpunkt nur knapp vor dem letzten Platz und hatte seit mehr als einem Jahr kein Länderspiel mehr bestritten.
Das Auswärtsspiel in El Salvador ging mit 0:12 verloren. Die Mannschaft des nur etwa 14.000 Einwohner zählenden Inselstaates musste dabei ohne gelernten Torhüter auskommen, stattdessen wurde während des Trainingslagers ein Feldspieler umgelernt. Über die Presse suchte Carty daher nach dem Hinspiel im englischen Amateurfußball nach einem Torhüter anguillanischer Herkunft. Der Einladung des anguillanischen Fußballverbandes, die Mannschaft im Rückspiel erneut zu betreuen, kam Carty nicht nach. Als Grund führte er an, dass der Verband seinen Vorschlägen bezüglich der Vorbereitung auf das Rückspiel nicht nachgekommen war. Sein Nachfolger wurde Colin Johnson, der die Mannschaft in der US-amerikanischen Hauptstadt Washington, D.C. – auf Anguilla gab es zum Zeitpunkt der Partie keinen Platz der die FIFA-Standards erfüllte – zu einer umjubelten 0:4-Niederlage führte.
In der Folge gehörte er bei Braintree Town und dem FC Marlow (ab Mai 2014) zum Trainerstab, im Juli 2015 wurde er Cheftrainer der Maidenhead United Ladies, die in der viertklassigen FA Women’s Premier League spielten. Er schaffte mit der Mannschaft bis zu seinem Abgang 2018 wiederholt den Klassenerhalt und führte die Mannschaft zu Finalteilnahmen im North Hants Cup sowie dem Berks and Bucks County Cup.